# Syntormon palmare
Syntormon palmare är en tvåvingeart som först beskrevs av Friedrich Hermann Loew 1864.  Syntormon palmare ingår i släktet Syntormon och familjen styltflugor. Inga underarter finns listade i Catalogue of Life.